# 8. ročník předávání cen Amerického filmového institutu
8. ročník předávání cen Amerického filmového institutu ocenil nejlepších deset filmů a deset filmových programů.

## Nejlepší filmy
- Než ďábel zjistí, že seš mrtvej
- Skafandr a motýl
- Útěk do divočiny
- Juno
- Zbouchnutá
- Michael Clayton
- Tahle země není pro starý
- Ratatouille
- Divoši
- Až na krev

## Nejlepší televizní programy
- Studio 30 Rock
- Dexter
- Everybody Hates Chris
- Světla páteční noci
- Lord Longford
- Šílenci z Manhattanu
- Řekni, kdo tě zabil
- Rodina Sopránů
- Řekni, že mě miluješ
- Ošklivka Betty